# Echiniphimedia hodgsoni
Echiniphimedia hodgsoni is een vlokreeftensoort uit de familie van de Iphimediidae. De wetenschappelijke naam van de soort is voor het eerst geldig gepubliceerd in 1906 door Walker.